# Shimazu Tadayoshi
Pour les articles homonymes, voir Shimazu.
Ne pas confondre avec Shimazu Tadayoshi (1840-1897)
Shimazu Tadayoshi est un nom japonais traditionnel ; le nom de famille (ou le nom d'école), Shimazu, précède donc le prénom (ou le nom d'artiste).
Shimazu Tadayoshi (島津 忠良, 14 octobre 1493-31 décembre 1568) est un daimyo (seigneur féodal) de la province de Satsuma au cours de l'époque Sengoku de l'histoire du Japon.

## Biographie
Shimazu Tadayoshi naît dans une branche familiale du clan Shimazu, la famille Mimasaka Shimazu (伊作島津家) mais après la mort de son père, Shimazu Yoshihisa, sa mère épouse Shimazu Unkyu d'une autre branche familiale, les Soshū (相州家). Tadayoshi représente ainsi deux familles au sein du plus grand clan Shimazu.
Shimazu Katsuhisa, qui préside la famille Shimazu, n'a pas de fils et il est chassé par Shimazu Sanehisa qui est à la tête d'une autre branche, les Sasshū (薩州家). Sanehisa émet ensuite la prétention d'être le chef du clan sans être correctement reconnu par le reste des familles. Katsuhisa demande à Tadayoshi de l'aider à retrouver sa position et celui-ci envoie son fils Shimazu Takahisa pour être adopté par Katsuhisa comme condition de son aide. En 1526, Katsuhisa remet la position de chef de la famille à Takahisa. En 1539, cependant, lors de la bataille d'Ichirai, Tadayoshi vainc Katsuhisa (qui reconquiert le pouvoir plus tard) et Takahisa est reconnu par tous les membres du clan Shimazu comme leur chef.
Après la succession de Takahisa, Tadayoshi se retire à Kaseda dans la province de Satsuma. Il possède beaucoup de pouvoir et commerce avec le royaume de Ryūkyū et la dynastie Ming de Chine. Il organise également des achats massifs d'arquebuses pour rendre le clan prospère en vue de l'unification prévue de Kyūshū par Takahisa.
Tadayoshi écrit un poème iroha qui chante l'importance de l'unité et vise à donner plus de culture à ses hommes. Il commence par les mots suivants :
Inishie no Michi wo Kikitemo Tonaetemo Waga Okonai ni sezuba Kahinashi

いにしへの道を聞きても唱えへてもわが行いにせずばかひなし

Même si vous apprenez les anciennes façons, si vous ne pouvez pas les utiliser comme les vôtres en propre, c'est inutile.
Le poème est basé sur le confucianisme et sa philosophie de l'éducation influence profondément ses quatre petits-fils, Shimazu Yoshihisa, Shimazu Yoshihiro, Shimazu Toshihisa et Shimazu Iehisa. Cette approche fait son chemin jusqu'à l'ère Meiji lorsque le han de Satsuma prend part à la modernisation du Japon.
Tadayoshi qui s'appelle lui-même « Shimazu Jisshinsai » (島津日新斎) pendant ses dernières années, fait l'éloge de ses quatre petits-fils les appelant « Yoshihisa le chef », « Yoshihiro le Brave », « Toshihisa le planificateur » et « Iehisa le tacticien ». Tadayoshi meurt en 1568 à l'âge de 77 ans.

## Source de la traduction
- (en) Cet article est partiellement ou en totalité issu de l’article de Wikipédia en anglais intitulé « Shimazu Tadayoshi » (voir la liste des auteurs).